# Дубровка (Рыбинское сельское поселение)
Дубровка — деревня в Максатихинском районе Тверской области России. Входит в состав Рыбинского сельского поселения.

## Название
25 августа 2023 года Дума Максатихинского муниципального округа внесла предложение в Законодательное собрание Тверской области о переименовании деревни Дубровка в Дубровка-Рыбинское.

## География
Деревня находится в северо-восточной части Тверской области, в зоне хвойно-широколиственных лесов, в пределах Моложской зандровой низины, к востоку от автодороги 28Н-1021, на расстоянии примерно 13 километров (по прямой) к северо-востоку от Максатихи, административного центра района. Абсолютная высота — 160 метров над уровнем моря.

### Климат
Климат характеризуется как умеренно континентальный. Среднегодовая температура воздуха — 3,3 °C. Абсолютный минимум температуры воздуха холодного периода составляет −48 °C; абсолютный максимум тёплого периода — 35 °C. Безморозный период длится около 128 дней. Годовое количество атмосферных осадков составляет 690 мм, из которых большая часть выпадает в тёплый период. Снежный покров держится в течение 155 дней. Преобладают ветры юго-западного, западного и северо-западного направлений.

### Часовой пояс
Деревня Дубровка, как и вся Тверская область, находится в часовой зоне МСК (московское время). Смещение применяемого времени относительно UTC составляет +3:00.

## Население
| 2008 | 2010 |
| ---- | ---- |
| 0    | →0   |